# Karen Smadja-Clément
Karen Smadja-Clément (Nizza, 20 gennaio 1999) è una sciatrice alpina francese.
Dalla stagione 2023-2024 si è iscritta alle gare come Karen Clément.

## Biografia
Attiva in gare FIS dal novembre del 2015, la Smadja-Clément in Coppa Europa ha esordito il 25 gennaio 2016 a Châtel in combinata (36ª) e ha ottenuto il primo podio il 21 gennaio 2020 a Sankt Anton am Arlberg in discesa libera (3ª); ai Mondiali juniores di Narvik 2020 ha vinto la medaglia di bronzo nel supergigante. Ha debuttato in Coppa del Mondo il 18 dicembre 2020 a Val-d'Isère in discesa libera (48ª) e il 1º dicembre 2022 ha conquistato la prima vittoria in Coppa Europa, a Zinal in supergigante; ai successivi Mondiali di Courchevel/Méribel 2023, sua prima presenza iridata, non ha completato il supergigante e la combinata e a quelli di Saalbach-Hinterglemm 2025 si è classificata 22ª nella discesa libera, 26ª nel supergigante e 20ª nella combinata a squadre. Non ha preso parte a rassegne olimpiche.

## Palmarès

### Mondiali juniores
- 1 medaglia:
  - 1 bronzo (supergigante a Narvik 2020)

### Coppa del Mondo
- Miglior piazzamento in classifica generale: 71ª nel 2025

### Coppa Europa
- Miglior piazzamento in classifica generale: 2ª nel 2024
- 7 podi:
  - 4 vittorie
  - 3 terzi posti

#### Coppa Europa - vittorie
| Data             | Località      | Paese    | Specialità |
| ---------------- | ------------- | -------- | ---------- |
| 1º dicembre 2022 | Zinal         | Svizzera | SG         |
| 6 febbraio 2024  | La Thuile     | Italia   | SG         |
| 11 febbraio 2024 | Crans-Montana | Svizzera | DH         |
| 11 marzo 2024    | Ål            | Norvegia | GS         |

Legenda:

DH = discesa libera

SG = supergigante

GS = slalom gigante

### Campionati francesi
- 1 medaglia:
  - 1 argento (slalom gigante nel 2024)